# Elektronické peníze
Evropská komise vymezuje pojem elektronické peníze jako digitální ekvivalent skutečných peněz, uložený na elektronickém zařízení, nebo vzdáleně na serveru. Jedním typem e-peněz je elektronická peněženka, kdy si uživatelé ukládají relativně malé částky peněz na své platební karty, které následně užívají k placení malých částek. Elektronické peníze mohou být také uloženy na mobilních telefonech (zároveň se jejich prostřednictvím dá platit), či platebních účtech na internetu.
Elektronické peníze mohou podle novely vydávat pouze:
1. banky a pobočky zahraničních bank, mají-li v jim udělené licenci uvedenu činnost vydávání a správa platebních prostředků,
2. zahraniční banky, pokud je k vydávání platebních prostředků na území České republiky opravňuje jednotná licence podle zákona o bankách viz bankovní systém Česka,
3. spořitelní a úvěrní družstva pro své členy, mají-li v jim uděleném povolení uvedenu činnost vydávání a správa platebních prostředků,
4. instituce elektronických peněz,
5. zahraniční instituce elektronických peněz, které vykonávají činnost podle tohoto zákona na území České republiky na základě jednotné licence,
6. Česká národní banka,
7. jiné osoby na základě povolení České národní banky.[2]

## Historie
První zmínku o elektronických penězích můžeme vidět již v polovině 90. let minulého století, kdy se vedle vzniku a postupného rozšiřování internetu začaly objevovat i první internetové platební systémy (EPS). Mezi ty nejznámější se řadí např. Ecash, Cybercash, Milicent, nebo Mondex. Všechny tyto systémy se od počátku snažily o společnou věc – uvést na trh jakýsi druh specifického elektronického platebního nástroje, který by v reálném čase dokázal převádět platby mezi subjekty, bez ohledu na jejich polohu a skutečné hranice státu. Jedinou podmínkou umožňující tuto operaci bylo připojení k internetu. Elektronické peníze však nikdy neměly snahu nahradit funkci skutečných peněz. Jejich cílem byla spíše náhrada skutečných peněz při úhradě velmi malých finančních částek, tzv. mikroplateb. Důvodem byly zejména vysoké náklady na transakci v případě skutečných peněz, kdy tyto náklady byly mnohdy vyšší než samotná transakce. Elektronické peníze se tedy daly považovat za jakési konkurenty již zavedených systémů, kterými byly např. šek, směnka a především platební karta.

## Druhy elektronických peněz
Elektronické peníze lze dělit hned z několika hledisek. Zřejmě nejpraktičtější je však dělení na Token-based a balance-based:
- Token-based elektronické peníze lze považovat za skutečnou virtuální kopii skutečných mincí. Existuji v předem definovaných hodnotách a v případě potřeby rozměnění těchto peněz je nutné je poslat do vydávající banky. Každá mince má jasně definovanou číselnou (registrační) hodnotu, která má zabránit možnosti použití některé z mincí vícekrát – tzv. doublespending efekt. Jednu token-based "minci" lze tedy použít jen jednou. Představitelem takových peněz je např. Ecash od firmy Digicash.
- Balance-based elektronické peníze jsou častější formou e-peněz, kdy rozhodujícím faktorem je pouze kladný či záporný zůstatek na elektronickém účtu. Představitelem tohoto druhu peněz je český internetový platební systém I LIKE Q.

Jinou možností je dělit elektronické peníze dle jejich implementace:
- Card-based elektronické peníze – takové peníze jsou vždy uloženy na některém z mnoha druhů přenosných médií, typicky je oním médiem právě karta s integrovaným obvodem a mikročipem (někdy též nazývána jako smart karta). Taková karta dokáže provádět různé kryptografické operace a tím zajišťovat bezpečnost karty. Největší výhodou je ale bezesporu možnost platit s takovou kartou v reálném životě. Příkladem takových karet jsou dnes asi nejznámější VISA, MasterCard.
- Software-based elektronické peníze – spravují se pouze a výhradně prostřednictvím softwaru, který je nainstalovaný na počítači, či jiném kapesním zařízení se standardním operačním systémem. Typickým užitím tohoto typu peněz je pouze přes počítačovou síť – internet.[4]

Další dělení elektronických peněz je dle povahy emitenta – bankovní a nebankovní:
- Bankovní – takové elektronické peníze, jež vydává právnická osoba, která disponuje bankovní licencí dle ustanovení § 6 zákona o bankách. Tou je dle současné právní úpravy banka, spořitelna, či nijak blíže právně nespecifikovaný bankovní dům. Dle nové právní úpravy, kterou zavedla evropská směrnice č. 2000/46/ES5, bude vydávání elektronických peněz plně v kompetenci pouze úvěrových společností.
- Nebankovní – emitentem nebankovních elektronických peněz není banka[3]

## Internetové věrnostní body
Je třeba striktně vymezit hranici mezi elektronickými penězi a internetovými věrnostními systémy a odlišit je od sebe. Typickým příkladem věrnostních systémů jsou např. dukáty od firmy Mafra a.s. Avšak i přesto, že se na české scéně objevují různé hybridní platební systémy, jako např. nugetty, jsou patrné některé odlišnosti od elektronických peněz. Nejzásadnější odlišností je omezená konvertibilita ve skutečné peníze některé z existujících měn. Internetové věrnostní body jsou totiž pouhým marketingovým nástrojem, který slouží především k získávání nových zákazníků. Nejedná se o platební nástroj, jakým jsou elektronické peníze.

## Nevýhody systému elektronických peněz
Velmi zásadní nevýhodou je bezesporu fakt, že emitorem v případě elektronických peněz není banka, nýbrž běžný "podnikatel", který však nepodléhá dohledu ze strany centrální banky.
Výčet konkrétních nevýhod:
1. Platba předem – všechny elektronické peněženky lze použít až v momentě, kdy jsme na předem určený účet převedli reálné množství peněz skutečných. Peníze jsou pak ponechány na samostatném účtu buď v reálné měně, jako v případě systému Juice Pay, nebo jsou peníze převedeny na hodnotu, která je ekvivalentní hodnotě virtuální jednotky, jako v případě systému I LIKE Q.
2. Absence pojištění – veškeré prostředky ve formě elektronických peněz nejsou ze strany provozovatele systému nikterak pojištěny v rámci Fondu pojištění pohledávek z vkladu, jak ukládá bankám v případě skutečných peněz Zákon o bankách. V případě konkurzního řízení s emitentem by byl uživatel odkázán na výsledek konkurzního řízení, či na možné vyrovnání.
3. Neúročení – elektronické peníze nejsou žádným způsobem úročeny. Dokládá to mimo jiné opět fakt, že emitent je pouze právnická osoba bez bankovní licence.

## Model elektronického platebního systému
Základním cílem každého EPS je přenos určité částky mezi dvěma účastníky – plátcem a příjemcem. Různé EPS se však v různých aspektech liší, například v místě, kde je elektronická transakce úzce spjata s pohybem peněz skutečných ve finančním zúčtovacím systému (clearing). Dalším místem, kde se mohou EPS lišit, je stupeň bezpečnosti.
Elektronický platební systém tedy sestává vždy z nějakého plátce, příjemce a nejméně jedné instituce, která má na starosti převod mezi bitovou podobou peněz a tou skutečnou. Finanční institucí je ve většině případů banka, která má na starosti obchodování s penězi. Tato instituce je však ještě rozdělena na dvě role, dle směru platby. Ve spojení s nakupujícím je banka označována jako vydavatel (issuer) a v případě spojení s prodávajícím jako nabyvatel (acquier). Elektronickou platbu tedy můžeme chápat jako tok peněz od prodávajícího přes bankovní instituci (vydavatele a nabyvatele) ke kupujícímu. Poslední částí, která se může, avšak nemusí, v modelu EPS nacházet, je arbitr, který plní svou roli v případě řešení sporů.

### Dělení EPS

#### Centralizované systémy
Mnoho systémů, jako PayPal, WebMoney, nebo cashU, prodávají jejich elektronickou měnu přímo koncovému příjemci, ale ostatní systémy prodávají pouze prostřednictvím třetí strany.

#### Decentralizované systémy
Decentralizované EPS zahrnují systémy:
- Ripple monetary system – peněžní systém založený na důvěryhodných sítích
- Bitcoin – peer to peer elektronický platební systém založený na kryptografii[7]